# Geolycosa xera
Geolycosa xera este o specie de păianjeni din genul Geolycosa, familia Lycosidae, descrisă de Mccrone, 1963. Conține o singură subspecie: G. x. archboldi.